# Przegląd Socjologii Jakościowej
Przegląd Socjologii Jakościowej – elektroniczne pismo naukowe dostępne w systemie open-access o międzynarodowym zasięgu, publikowane w nim są prace empiryczne, teoretyczne i metodologiczne dotyczące wszystkich dziedzin i specjalności w ramach socjologii.

## O czasopiśmie
Przegląd Socjologii Jakościowej to ogólnodostępne, międzynarodowe pismo naukowe, w którym publikowane są prace empiryczne, teoretyczne i metodologiczne dotyczące wszystkich dziedzin i specjalności w ramach socjologii. Kwartalnik afiliowany jest przy Wydziale Ekonomiczno-Socjologicznym Uniwersytetu Łódzkiego. Wydawcą jest Wydawnictwo Uniwersytetu Łódzkiego. Każdy artykuł jest anonimowo recenzowany przez dwóch recenzentów, a nad wysokim poziomem merytorycznym pisma czuwa Zespół Redakcyjny i Rada Naukowa.

### Nakład
- Główni odbiorcy: środowisko akademickie
- Częstotliwość wydawania: 4 numery rocznie (luty, maj, sierpień, listopad)
- Dostęp: online oraz poprzez bazy danych

### Indeksowanie
- BazHum
- BOAI
- CEJSH
- CEEOL
- DOAJ
- ERIH PLUS
- Index Copernicus
- POL-index
- Scopus
- SocINDEX

## Redakcja[3]
- Krzysztof Tomasz Konecki, red. naczelny (Uniwersytet Łódzki)
- Jakub Niedbalski, red. prowadzący (Uniwersytet Łódzki)
- Izabela Ślęzak, red. prowadzący (Uniwersytet Łódzki)
- Waldemar Dymarczyk, red. tematyczny (Uniwersytet Łódzki,)
- Marek Gorzko, red. tematyczny  (Uniwersytet Szczeciński)
- Anna Kacperczyk, red. tematyczny (Uniwersytet Łódzki)
- Sławomir Magala, red. tematyczny (Erasmus University)
- Łukasz Tomasz Marciniak, red. tematyczny (Uniwersytet Łódzki)
- Robert Prus, red. tematyczny (University of Waterloo, Kanada)
- Aleksandra Chudzik – red. językowy
- Jonathan Lilly  – red. językowy
- Magdalena Chudzik  – korekta i edycja
- Magdalena Wojciechowska – korekta i edycja (Uniwersytet Łódzki)
- Dominika Byczkowska, red. działu recenzji (Uniwersytet Łódzki)
- Magdalena Wojciechowska, red. newslettera (Uniwersytet Łódzki)
- Edyta Mianowska, projektowanie i programowanie WWW (Uniwersytet Zielonogórski)

## Rada Naukowa
- Jan K. Coetzee (University of the Free State(inne języki), Bloemfontein, Południowa Afryka)
- Markieta Domecka (University of Surrey, Wielka Brytania)
- Aleksandra Galasińska (University of Wolverhampton(inne języki), Wielka Brytania)
- Piotr Gliński (Uniwersytet w Białymstoku)
- Marek Kamiński (New York University)
- Michał Krzyżanowski (Örebro University, Szwecja)
- Anna Matuchniak-Krasuska (Uniwersytet Łódzki)
- Barbara Misztal (Uniwersytet Leicester, Wielka Brytania)
- Janusz Mucha (Akademia Górniczo-Hutnicza)
- Sławomir Partycki (Katolicki Uniwersytet Lubelski)
- Anssi Perakyla (Uniwersytet Helsiński, Finlandia)
- Robert Prus (Uniwersytet w Waterloo, Kanada)
- Marek Szczepański (Uniwersytet Śląski)
- Piotr Sztompka (Uniwersytet Jagielloński)